# Joe Maca
Joseph Maca (Bruxelles, 20 settembre 1920 – 13 luglio 1982) è stato un calciatore belga naturalizzato statunitense, di ruolo terzino.

## Biografia
Durante la seconda guerra mondiale ha servito per dodici mesi l'esercito belga, dove ha giocato per la squadra dell'esercito. Ha inoltre conseguito una medaglia per il suo ruolo nella resistenza. Sebbene non fosse un cittadino americano, aveva dichiarato l'intenzione di guadagnare cittadinanza e in base alle norme degli State Unit Soccer Football Associazione del momento è stato autorizzato a giocare. Alla fine riuscì a diventare un cittadino degli Stati Uniti. Il figlio Alain ne ha seguito le orme, divenendo anch'egli calciatore professionista e nazionale statunitense.

## Carriera

### Club
Prima della Seconda Guerra Mondiale ha giocato con il Royal Cercle Sportif La Forestoise, squadra di terza divisione belga di Bruxelles.
Dopo la seconda guerra mondiale si è trasferito negli Stati Uniti dove è stato tesserato dalla Brooklyn Hispano del campionato americano. È stato selezionato per l'All-Star Team ASL nel 1949 e nel 1950. Dopo la Coppa del Mondo, si è trasferito in Belgio e ha svolto per Royal White Star Athletic Club nel 1950-1951, prima di tornare negli Stati Uniti dove è stato inserito nella National Soccer Hall of Fame nel 1976 insieme a i suoi compagni di squadra degli Stati Uniti del 1950.

### Nazionale
Con la Nazionale ha partecipato ai Mondiali 1950, giocandovi 3 partite e segnando un gol contro il Cile su calcio di rigore.

## Statistiche

### Cronologia presenze e reti in Nazionale
| Cronologia completa delle presenze e delle reti in nazionale ― Stati Uniti | Cronologia completa delle presenze e delle reti in nazionale ― Stati Uniti | Cronologia completa delle presenze e delle reti in nazionale ― Stati Uniti | Cronologia completa delle presenze e delle reti in nazionale ― Stati Uniti | Cronologia completa delle presenze e delle reti in nazionale ― Stati Uniti | Cronologia completa delle presenze e delle reti in nazionale ― Stati Uniti | Cronologia completa delle presenze e delle reti in nazionale ― Stati Uniti | Cronologia completa delle presenze e delle reti in nazionale ― Stati Uniti |
| Data                                                                       | Città                                                                      | In casa                                                                    | Risultato                                                                  | Ospiti                                                                     | Competizione                                                               | Reti                                                                       | Note                                                                       |
| -------------------------------------------------------------------------- | -------------------------------------------------------------------------- | -------------------------------------------------------------------------- | -------------------------------------------------------------------------- | -------------------------------------------------------------------------- | -------------------------------------------------------------------------- | -------------------------------------------------------------------------- | -------------------------------------------------------------------------- |
| 25-6-1950                                                                  | Curitiba                                                                   | Spagna                                                                     | 3 – 1                                                                      | Stati Uniti                                                                | Mondiali 1950 - 1º turno                                                   | -                                                                          |                                                                            |
| 29-6-1950                                                                  | Belo Horizonte                                                             | Stati Uniti                                                                | 1 – 0                                                                      | Inghilterra                                                                | Mondiali 1950 - 1º turno                                                   | -                                                                          |                                                                            |
| 2-7-1950                                                                   | Recife                                                                     | Cile                                                                       | 5 – 2                                                                      | Stati Uniti                                                                | Mondiali 1950 - 1º turno                                                   | 1                                                                          |                                                                            |
| Totale                                                                     |                                                                            | Presenze                                                                   | 3                                                                          |                                                                            | Reti                                                                       | 1                                                                          |                                                                            |